# Federação Futebol Timor-Leste
Die Federação Futebol Timor-Leste (FFTL) ist der nationale Fußballverband Osttimors.

## Geschichte

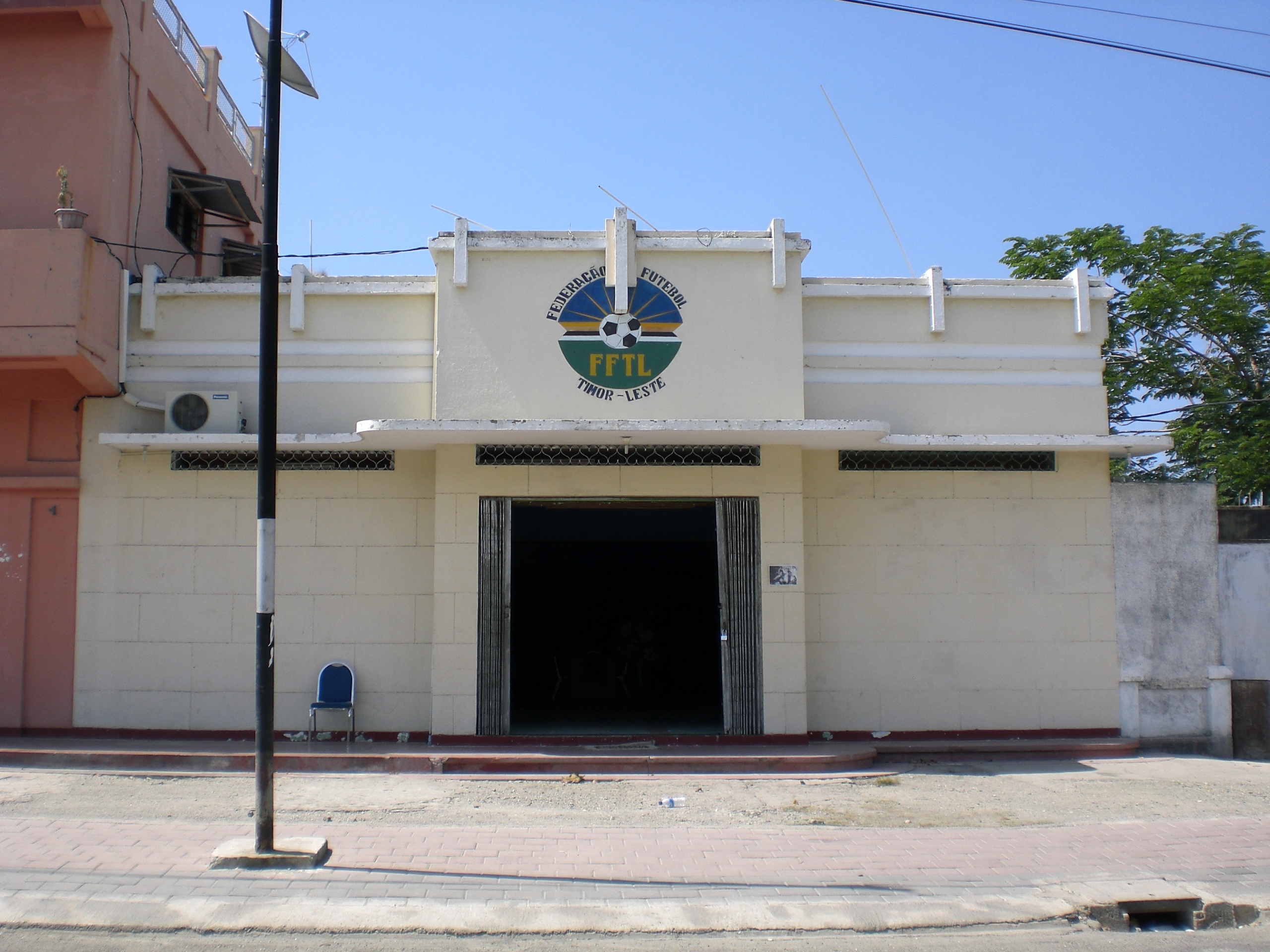
Sitz der FFTL in Dili (2009)

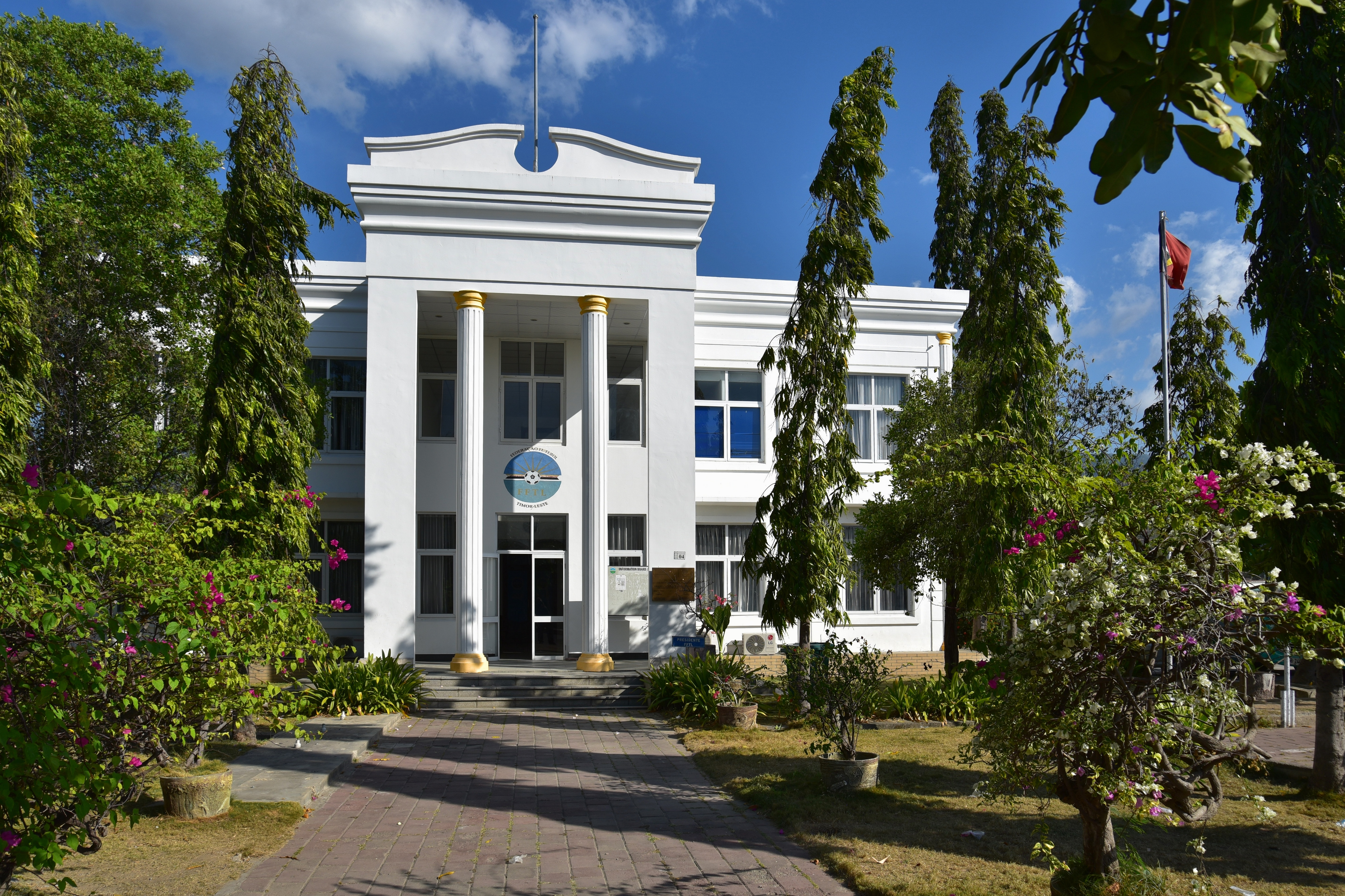
Sitz der FFTL in Dili (2023)

Die FFTL wurde 2000 gegründet und hat ihren Sitz in der Hauptstadt Dili. Sie ist seit 2002 assoziiertes Mitglied des Asiatischen Fußballverbandes AFC. Am 12. September 2005 wurde sie zusammen mit dem Fußballverband der Komoren in die FIFA aufgenommen.
Francisco Kalbuadi Lay wurde erster Präsident der FFTL, sein Vize Filomeno Pedro Cabral Fernandes. 2007 beanspruchte Pedro Miguel Carrascalão, Gründer des Carsae FC das Amt. Er sei von einem Kongress gewählt worden. Lay und andere Funktionäre ignorierten aber das Ergebnis und erklärten den Kongress für illegal. Es bestehen Vorwürfe, dass Lay in der Korruptionsaffäre um das katarische FIFA-Mitglied Mohamed bin Hammam verstrickt war. Lay soll als Präsident der FFTL 50.000 US-Dollar erhalten haben. Später folgte ein Skandal um 24 Brasilianer, die in Osttimor eingebürgert wurden, um für das südostasiatische Land zu spielen. Osttimor wurde daher als Strafe für internationale Turniere gesperrt.
Schließlich übernahm 2017 der bisherige Vize Osório Costa provisorisch das Amt des FFTL-Präsidenten, bis am 24. Februar 2018 Vizepräsident Francisco Jerónimo zum neuen FFTL-Präsidenten gewählt wurde. Neue Vizepräsidenten sind Falur Rate Laek, Aleixo Cobra da Silva Gama und Germano A. J. da Silva. Weitere Mitglieder des Exekutivkomitees sind Ángelo Lopez, Augusto Henriques, Henrique da Costa, Faustinho Godinho da Costa, Maria Terezinha Viegas, Simão F. Piedade Babo und Ricardihno Sarmento dos Reis.

## Fußballligensystem Osttimors
Bereits vor der Wiederherstellung der Unabhängigkeit Osttimors fand 2001 die erste nationale Meisterschaft statt. 24 Mannschaften aus allen damaligen 13 Distrikten nahmen daran teil. In der Saison 2005/2006 wurde die Super Liga mit acht Mannschaften gespielt.
2010 und 2011 spielten 14 Mannschaften (zwei als Repräsentanten des Hauptstadtdistrikts Dili und je einer für die anderen Distrikten) im Taça Digicel. Der Wettbewerb wurde vom Kommunikationsunternehmen Digicel gesponsert. Beide Male gewann die Mannschaft aus Dili Leste (Ost-Dili),
2015 wurde die Liga Futebol Amadora (LFA) gegründet die aus zwei Ligastufen besteht:
- Primeira Divisão (1. Liga)
- Segunda Divisão (2. Liga)

Zwischen beiden Ligen gibt es zwei Aufstiegs- und Abstiegsplätze.
Ligameister:
- 2016: Sport Sport Laulara e Benfica[9]

## Pokal
Derzeit gibt es als nationale Pokale (portugiesisch Taça) den LFA Super Taça und das Taça-12-de-Novembro-Turnier. Beim Super Taça treten Ligameister und Sieger des Taça 12 de Novembro gegeneinander an.
Pokalsieger:
- 2013:
  - Taça 12 de Novembro: ?[10]
- 2015:
  - Taça 12 de Novembro: Aitana FC[11]
- 2016:
  - Taça 12 de Novembro: AS Ponta Leste[9]
  - Super Taça 2016: AS Ponta Leste[9]

## Weitere Turniere
Seit der Gründung der FFTL gab es verschiedene nationale Turniere. Das erste fand Mai/Juni 2001 statt.
2003 gewann das Team der Nationalpolizei Osttimors (PNTL) den Polizeicup (Polisi Cup 2003).
In der Saison 2005/06 wurde der Unabhängigkeitscup (indonesisch Piala Kemederkaan) gespielt. Sieger wurde Fima Sporting (Fitun Matebian) aus Baucau.
2014 spielten 15 Mannschaften aus der Zona Espesial Ekonomiko Sosial no Merkadu (ZEESM) Oe-Cusse Ambeno um den Copa ZEESM. Sieger wurde Fitun Leo Sae.

## Aktuelle Ligapyramide
| Ebene | Spielklasse                                                                 | Spielklasse                                                                 | Spielklasse                                                                 | Spielklasse                                                                 | Spielklasse                                                                 | Spielklasse                                                                 | Spielklasse                                                                 | Spielklasse                                                                 | Spielklasse                                                                 | Spielklasse                                                                 | Spielklasse                                                                 | Spielklasse                                                                 |
| ----- | --------------------------------------------------------------------------- | --------------------------------------------------------------------------- | --------------------------------------------------------------------------- | --------------------------------------------------------------------------- | --------------------------------------------------------------------------- | --------------------------------------------------------------------------- | --------------------------------------------------------------------------- | --------------------------------------------------------------------------- | --------------------------------------------------------------------------- | --------------------------------------------------------------------------- | --------------------------------------------------------------------------- | --------------------------------------------------------------------------- |
| 1     | Liga Futebol Amadora Primeira Divisão 8 Mannschaften Platz 7 & 8: Absteiger | Liga Futebol Amadora Primeira Divisão 8 Mannschaften Platz 7 & 8: Absteiger | Liga Futebol Amadora Primeira Divisão 8 Mannschaften Platz 7 & 8: Absteiger | Liga Futebol Amadora Primeira Divisão 8 Mannschaften Platz 7 & 8: Absteiger | Liga Futebol Amadora Primeira Divisão 8 Mannschaften Platz 7 & 8: Absteiger | Liga Futebol Amadora Primeira Divisão 8 Mannschaften Platz 7 & 8: Absteiger | Liga Futebol Amadora Primeira Divisão 8 Mannschaften Platz 7 & 8: Absteiger | Liga Futebol Amadora Primeira Divisão 8 Mannschaften Platz 7 & 8: Absteiger | Liga Futebol Amadora Primeira Divisão 8 Mannschaften Platz 7 & 8: Absteiger | Liga Futebol Amadora Primeira Divisão 8 Mannschaften Platz 7 & 8: Absteiger | Liga Futebol Amadora Primeira Divisão 8 Mannschaften Platz 7 & 8: Absteiger | Liga Futebol Amadora Primeira Divisão 8 Mannschaften Platz 7 & 8: Absteiger |
| 2     | Liga Futebol Amadora Segunda Divisão 12 Mannschaften Platz 1 & 2: Aufstieg  | Liga Futebol Amadora Segunda Divisão 12 Mannschaften Platz 1 & 2: Aufstieg  | Liga Futebol Amadora Segunda Divisão 12 Mannschaften Platz 1 & 2: Aufstieg  | Liga Futebol Amadora Segunda Divisão 12 Mannschaften Platz 1 & 2: Aufstieg  | Liga Futebol Amadora Segunda Divisão 12 Mannschaften Platz 1 & 2: Aufstieg  | Liga Futebol Amadora Segunda Divisão 12 Mannschaften Platz 1 & 2: Aufstieg  | Liga Futebol Amadora Segunda Divisão 12 Mannschaften Platz 1 & 2: Aufstieg  | Liga Futebol Amadora Segunda Divisão 12 Mannschaften Platz 1 & 2: Aufstieg  | Liga Futebol Amadora Segunda Divisão 12 Mannschaften Platz 1 & 2: Aufstieg  | Liga Futebol Amadora Segunda Divisão 12 Mannschaften Platz 1 & 2: Aufstieg  | Liga Futebol Amadora Segunda Divisão 12 Mannschaften Platz 1 & 2: Aufstieg  | Liga Futebol Amadora Segunda Divisão 12 Mannschaften Platz 1 & 2: Aufstieg  |